# War (filme)
War é um filme norte-americano de 2007 dirigido por Philip G. Atwell. 

## Sinopse
Jack Crawford (Jason Statham) é um agente do FBI que está obcecado em vingar o assassinato brutal de seu parceiro e família. O acusado do crime é o cruel assassino Rogue (Jet Li), que reapareceu recentemente para causar uma sangrenta guerra entre máfias orientais rivais.

## Elenco
- Jet Li (Rogue)
- Jason Statham (Jack Crawford)
- John Lone (Chang)
- Devon Aoki (Kira)
- Luis Guzmán (Benny)
- Saul Rubinek (Dr. Sherman)
- Ryo Ishibashi (Shiro)
- Sung Kang (Goi)
- Matthew St. Patrick (Wick)
- Nadine Velazquez (Maria)
- Andrea Roth (Jenny Crawford)
- Mark Cheng (Wu Ti)
- Lauren Montano (Ana Kennedy)
- Terry Chen (Tom Lone)
- Steph Song (Diane Lone)
- Nicholas Elia (Daniel Crawford)
- Annika Foo (Amy Lone)
- Paul Jarrett (Detetive Gleason)